# Mesud Kulenović
Mesud Kulenović (Travnik, 1. svibnja 1903. – Zürich,  2. siječnja 1972.), hrvatski književnik, novinar i političar.

## Životopis
Rođen je u Travniku  1. svibnja 1903. Gimnaziju je pohađao u Banjoj Luci. Od tad piše za zagrebačke novine. U zagrebačkom novinstvu pridružio mu se mlađi brat Namik Kulenović. Godine 1927. Mesud Kulenović dolazi u Zagreb i piše za Jutarnji list i kasnije za Obzor. 
Pisao je pjesme i pripovijetke koje je objavio u Novom beharu. U Novom beharu naglašavao je hrvatsku okrenutost bosanskohercegovačkih muslimana. Djelovao je kao dužnosnik u muslimanskom družtvu ,,Narodna uzdanica, čiji je rad je djelovanje bilo oslonjeno na njegovanju zajedništva s Hrvatima iz Bosne i Hercegovine. 
U politici je prišao HSS-u, nastavivši očevim stopama. Godine 1938. nalazi se na listi Vladka Mačeka za jugoslavensku skuštinu i uspijeva ući. Jugoslavenske vlasti su ga progonile, zatvarale i nasilno preseljavale jer je širio hrvatstvo među muslimanskim stanovništvom. Nakon sporazuma Cvetković-Maček ministar Juraj Šutej postavlja ga na visoku dužnost. Dolaskom NDH skrivao se u Zagrebu i Banjoj Luci. Imenovan za zastupnika i bilježnika Hrvatskog državnog sabora sazvanog 1942. godine. U svibnju 1945. napušta Zagreb. Iste godine dok je u Austriji OZNA je na njega izvršila neuspjeli atentat. Teže je ranjen te je prebačen na liječenje u Švicarsku gdje je ostao živjeti do kraja života. Umro je u Zürichu, 2. siječnja 1972. godine.